# Sangwinaria kanadyjska
Sangwinaria kanadyjska, krwiowiec kanadyjski (Sanguinaria canadensis L.) – gatunek z monotypowego rodzaju Sanguinaria Linnaeus, Sp. Pl. 505. 1 Mai 1753 z rodziny makowatych. Występuje na rozległych obszarach Ameryki Północnej z wyjątkiem zachodniej jej części. Posiada pomarańczowy do czerwonego sok mleczny. Najprawdopodobniej gatunek siostrzany wobec Eomecon chionantha.

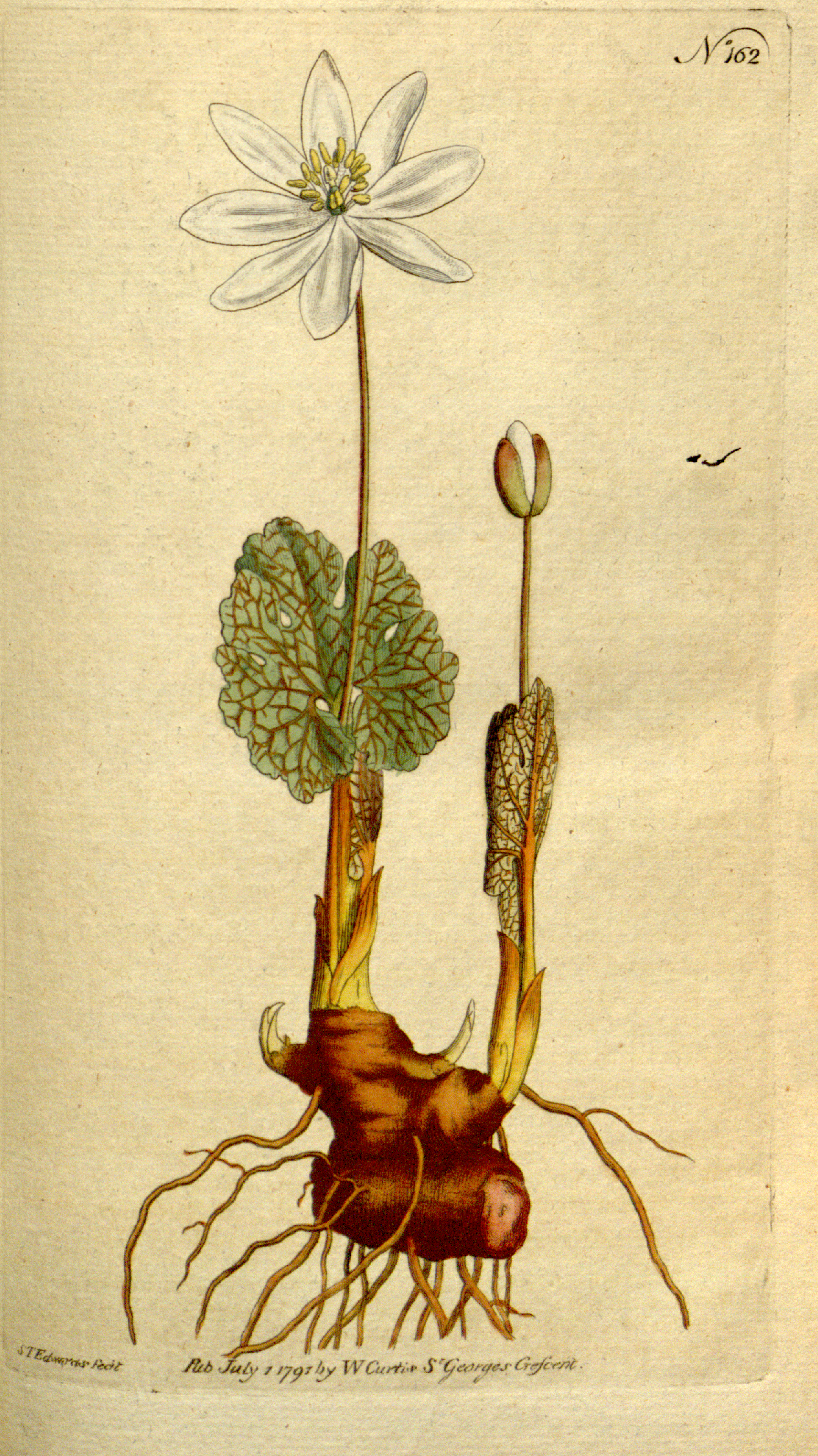

## Morfologia
Bylina o grubym kłączu, z którego wyrasta zwykle pojedynczy, długoogonkowy, u nasady pochwiasty liść, rzadziej kilka. Blaszka liściowa jest owalna, dłoniasto wrębna. Pojedyncze kwiaty (rzadko skupione po 2 lub 3) wyrastają na bezlistnej łodydze. Działki kielicha 2. Białych płatków korony jest od 6 do 12. Pręciki liczne. Zalążnia zbudowana z 2 owocolistków, jednokomorowa. Owocem jest wzniesiona torebka. 

## Systematyka
Pozycja systematyczna według Angiosperm Phylogeny Website (aktualizowany system APG III z 2009)
Należy do plemienia Chelidonieae, podrodziny Papaveroideae, rodziny makowatych Papaveraceae, do rzędu jaskrowców (Ranunculales) i wraz z nim do okrytonasiennych.

## Zastosowanie
Roślina wykorzystywana jako lecznicza o wszechstronnym działaniu.